# Dominic Sherwood
Dominic Anthony Sherwood (6 februari 1990) is een Brits acteur. Hij heeft onder meer gespeeld in Vampire Academy en de Netflixserie Shadowhunters, waarin hij de rol van Jace Wayland speelt. Sherwood poseert ook als model. Hij heeft Heterochromie; één van zijn ogen is blauw en de andere is driekwart bruin.

## Filmografie
| Jaar | Titel               | Rol             |
| ---- | ------------------- | --------------- |
| 2012 | Not Fade Away       | Mick Jagger     |
| 2014 | Vampire Academy     | Christian Ozera |
| 2016 | Billionaire Randsom | James Herrick   |
| 2017 | Don't Sleep         | Zach Brandfort  |

| Jaar      | Titel                          | Rol          |
| --------- | ------------------------------ | ------------ |
| 2009-2010 | The Cut                        | Jack Simmons |
| 2011      | Sadie J                        | Tom          |
| 2013      | Mayday                         | Louis        |
| 2016-2019 | Shadowhunters                  | Jace Wayland |
| 2016      | Modern Family                  | James        |
| 2020      | Penny Dreadful: City of Angels | Kurt         |

2022        Partner Track           Jeff Murphy
| Muziek             | Jaar |
| ------------------ | ---- |
| Song For a Friend  | 2013 |
| Plane              | 2013 |
| Wonderwall         | 2013 |
| I Want You to Know | 2013 |

- Gemeinsame Normdatei: 1279971215
- International Standard Name Identifier: 0000 0004 9791 7092
- Library of Congress Control Number: no2017002511
- Virtual International Authority File: 4800148451581015970004
- WorldCat: E39PBJwdc9YRHTY3WbxmGKvPwC